# Oligoenoplus chewi
Oligoenoplus chewi är en skalbaggsart som beskrevs av Dauber 2006. Oligoenoplus chewi ingår i släktet Oligoenoplus och familjen långhorningar.
Artens utbredningsområde är Sarawak. Inga underarter finns listade i Catalogue of Life.